# 格利年卡
51°49′8″N 31°7′46″E / 51.81889°N 31.12944°E
格利年卡（烏克蘭語：Глиненка），是烏克蘭北部的村莊，隸屬切爾尼希夫州的切爾尼希夫區。該村始建於1607年，面積0.3平方公里，海拔高度139米，2001年人口126，人口密度每平方公里420人。